# 振华路街道
振华路街道是中国山东省青岛市李沧区下辖的一个街道。

## 行政区划
振华路街道下辖太原路社区、振华路社区、四流中路第二社区、国棉六厂家社区、四流中路第一社区、永平路社区、沧台南路社区、隆昌路社区。